# Herbert-von-Karajan-Straße (Berlin-Tiergarten)
Die Herbert-von-Karajan-Straße ist eine relativ kurze Straße im heutigen Berliner Ortsteil Tiergarten des Bezirks Mitte.

## Geschichte
Von 1846 bis 1934 trug sie ihren Namen Matthäikirchstraße. 1934–1947 war sie umbenannt in Standartenstraße (nach der Bezeichnung der SA- und SS-Standarten), erhielt jedoch dann ihren ursprünglichen Namen zurück. 1998 wurde sie schließlich in Herbert-von-Karajan-Straße umbenannt, nach dem bekannten Dirigenten der in dieser Straße liegenden Philharmonie, Herbert von Karajan. Der damalige Berliner Bezirk Tiergarten protestierte gegen diesen Namenswechsel, konnte sich aber nicht durchsetzen.
Bekannte Persönlichkeiten wohnten hier, unter anderem:
- Paul Friedrich Meyerheim, Maler und Grafiker, mit seiner Frau Clara, geb. Lehfeldt, von 1868 bis 1893  (Nr. 3)[2]
- Hugo Oppenheim mit seiner Familie (Nr. 3b)[3]
- Carl Abel  (Nr. 4)[4]
- Hedwig Dohm (verschiedene Quellen nennen als Adressen Nr. 4, meistens aber Nr. 28 – heute: Nr. 5 – und in späterer Zeit Nr. 13, heute: Neue Nationalgalerie)
- Julius Elias und Julie Elias (Nr. 4), Hauseigentümer, Treffpunkt Berliner Künstler[5]
- Ernst Curtius, Archäologe und Althistoriker (Nr. 4)
- Käthe Riezler, Tochter von Max Liebermann mit Tochter Maria[5]
- Heinrich Schnitzler, bei Ilse Dernburg, 1925 (Nr. 4)[6]
- Carl Zuckmayer und Annemarie Seidel (Nr. 4)
- Emil Crzellitzer, Börsenmakler und Vater des Architekten Fritz Crzellitzer (Nr. 5)
- Joseph Lehmann, Schriftsteller, Journalist, Übersetzer, Herausgeber des Magazin für die Literatur des Auslandes, Direktor der Niederschlesisch-Märkische Eisenbahn, mit seiner Familie, von 1867 bis 1876  (Nr. 17, später Nr. 16)[7]
- Oskar von Arnim-Kröchlendorff und seine Frau Malwine, geb. von Bismarck, Schwester des Reichskanzlers Otto von Bismarck; Treffpunkt der Berliner Politik und Gesellschaft (Nr. 12)
- Luise Greger mit ihrer Familie (Nr. 19)
- Georg Wertheim, Warenhausbesitzer
- Julius Rodenberg, Schriftsteller und Herausgeber; Paul Cassirer, Verleger und Galerist,
- Katharina von Kardorff-Oheimb, Politikerin (Nr. 32)[8]
- Ferdinand Hummel (1855–1928), deutscher Komponist und Dirigent (um 1900; Nr. 18)

Robert Musil wählte das Haus Nr. 1, das im Zweiten Weltkrieg zerstört wurde, als Schauplatz in seinen Werken Das verzauberte Haus, Die Versuchung der stillen Veronika und Die Schwärmer. Für die Musil-Forschung von Bedeutung ist auch das 2004 erschienene Erinnerungsbuch Das verzauberte Haus von Margarete Mauthner.
Sehenswert sind die im Stil der oberitalienischen Romanik gebaute St. Matthäuskirche, die nach dem Zweiten Weltkrieg wieder restauriert wurde, sowie die Philharmonie als erstes Bauwerk des Kulturforums.
Von 1857 bis 1866 war das Seekadetteninstitut der Preußischen Marine in der Matthäikirchstraße angesiedelt und wurde daraufhin nach Kiel verlegt. 
In der Nr. 20/21 befand sich seit 1888 das Brandenburgische Ständehaus, auch Landeshaus genannt, Sitz des Provinzialverbandes Brandenburg, die Selbstverwaltung der Provinz, und des Brandenburgischen Provinziallandtags. Zum 1. April 1939 zog der Provinzialverband in den provinzeigenen Gebäudekomplex Alte Zauche 67 in Potsdam um. Das alte Landeshaus wurde für erste Bauten der nationalsozialistischen Neugestaltung der Innenstadt (Welthauptstadt Germania) abgerissen; bei veränderter Straßenführung nahm das Haus des Fremdenverkehrs einen Teil der Grundstücke ein.